# Tropinota
Tropinota is een geslacht van kevers uit de familie bladsprietkevers (Scarabaeidae). Het geslacht werd voor het eerst wetenschappelijk beschreven in 1842 door Burmeister.

## Soorten
- Ondergeslacht Epicometis Burmeister, 1842
  - Tropinota annabrunae Crovetti, 1973
  - Tropinota hirta (Poda, 1761)
  - Tropinota hirtiformis Reitter, 1913
  - Tropinota iec Ruiz, 2015
  - Tropinota ilariae Dutto, 2008
  - Tropinota paulae Leo, 2010
  - Tropinota jakesi Balthasar, 1967
  - Tropinota senicula (Ménétries, 1832)
  - Tropinota spinifrons Reitter, 1889
  - Tropinota turanica Reitter, 1889
  - Tropinota villiersi Baraud, 1984
- Ondergeslacht Hemiopta Bedel, 1896
  - Tropinota bleusei Bedel, 1896
- Ondergeslacht Tropinota
  - Tropinota squalida (Scopoli, 1783)
  - Tropinota vittula Reiche & Saulcy, 1856